# Túnel La Molina-Miraflores
El Túnel La Molina-Miraflores será una vía subterránea, ubicada en Lima, Perú; recorrerá completamente debajo de la Av. Angamos Este, Av. Primavera y cerro Centinela uniendo el distrito de La Molina con Miraflores con una distancia aproximada de 12 kilómetros que tomarán en recorrer en aproximadamente 12 minutos. La vía tendrá dos carriles por sentido.
El 18 de marzo de 2014, la municipalidad de Lima aprobó la declaración de interés al proyecto.
El 29 de enero de 2016, la municipalidad de Lima adjudicó a OHL Concesiones Perú.
El inicio de las obras empezará en el 2017 y se estima que será culminada en el 2020.
La construcción del túnel tendrá un costo de 522 millones de dólares y estará a cargo de la empresa OHL Concesiones S.A.